# خوان كالديرون
خوان كالديرون (بالإسبانية: Juan Calderón)‏ هو لاعب هوكي الحقل مكسيكي، ولد في 5 أكتوبر 1947.

## وصلات خارجية
- خوان كالديرون على موقع أوليمبيديا (الإنجليزية)